# Estomatitis herpética
La estomatitis herpética es una infección viral de la boca que ocasiona úlceras e inflamación. Estas úlceras bucales no son lo mismo que las aftas, las cuales no son causadas por un virus.

## Etiología
La estomatitis herpética es una enfermedad viral contagiosa, causada por el  virus del herpes simple (VHS) y se observa principalmente en niños pequeños. Esta afección es probablemente la primera exposición de un niño al virus del herpes.
Un miembro adulto de la familia puede tener una calentura en el momento que el niño presenta la estomatitis herpética, pero es más probable que no se encuentre un foco de infección.

## Cuadro clínico
- Ampollas en la boca, por lo general en la lengua, las mejillas, el paladar, las encías o un borde entre los labios (de color rojo) y la piel normal al lado.
- Disminución en la ingesta de alimento, incluso si el paciente está hambriento.
- Dificultad para deglutir (disfagia).
- Babeo.
- Fiebre (a menudo hasta de 104 °F o 40 °C) que puede presentarse 1 o 2 días antes de la aparición de las ampollas y las úlceras.
- Irritabilidad.
- Dolor en la boca.
- Encías inflamadas.
- Úlceras en la boca, a menudo en la lengua o mejillas; éstas se forman después de que las ampollas revientan.

## Diagnóstico
El médico generalmente puede diagnosticar esta afección observando las úlceras bucales. Por lo regular, no se hacen exámenes adicionales. Algunas veces, exámenes de laboratorio especiales pueden ayudar a confirmar el diagnóstico.[cita requerida]

## Tratamiento
El tratamiento consiste en:
- Aciclovir, que combate el virus que causa la infección.
- Una dieta principalmente líquida de bebidas no ácidas frescas o frías.
- Un anestésico (lidocaína viscosa) aplicado en la boca si hay dolor intenso.

La lidocaína debe utilizarse con cuidado, debido a que puede eliminar toda la sensibilidad en la boca. Esto puede interferir con la deglución y puede llevar a que se presenten quemaduras en la boca o la garganta, o asfixia. Ha habido informes infrecuentes de muerte por sobredosis o uso indebido de la lidocaína.

## Pronóstico
El niño debe recuperarse por completo al cabo de 10 días sin tratamiento médico. El tratamiento con aciclovir usado por vía oral puede acelerar la recuperación.

## Complicaciones
Se puede presentar una infección secundaria por herpes en el ojo, denominada queratoconjuntivitis herpética, la cual es una situación de emergencia que puede llevar a la ceguera. Se puede presentar deshidratación si el niño se niega a comer y beber adecuadamente debido a las úlceras bucales.

## Prevención
Aproximadamente el 90% de la población es portadora del virus del herpes simple. Es difícil evitar que los niños se contagien con este virus en algún momento durante la niñez.
Los niños deben evitar estrictamente el contacto cercano con personas que tengan aftas (por ejemplo, no besar a los padres que tengan aftas activas), al igual que mantenerse alejados de otros niños con estomatitis herpética. Los niños no deben compartir utensilios, vasos ni alimentos con personas activamente infectadas.